# Есте (река)
Есте (на немски: Este) е 62,3 км дълга река, ляв приток на Елба в Долна Саксония и Хамбург, Германия.
Извира при Винтермоор при град Шнефердинген и се влива при Хамбург в Елба.